# Cante jondo

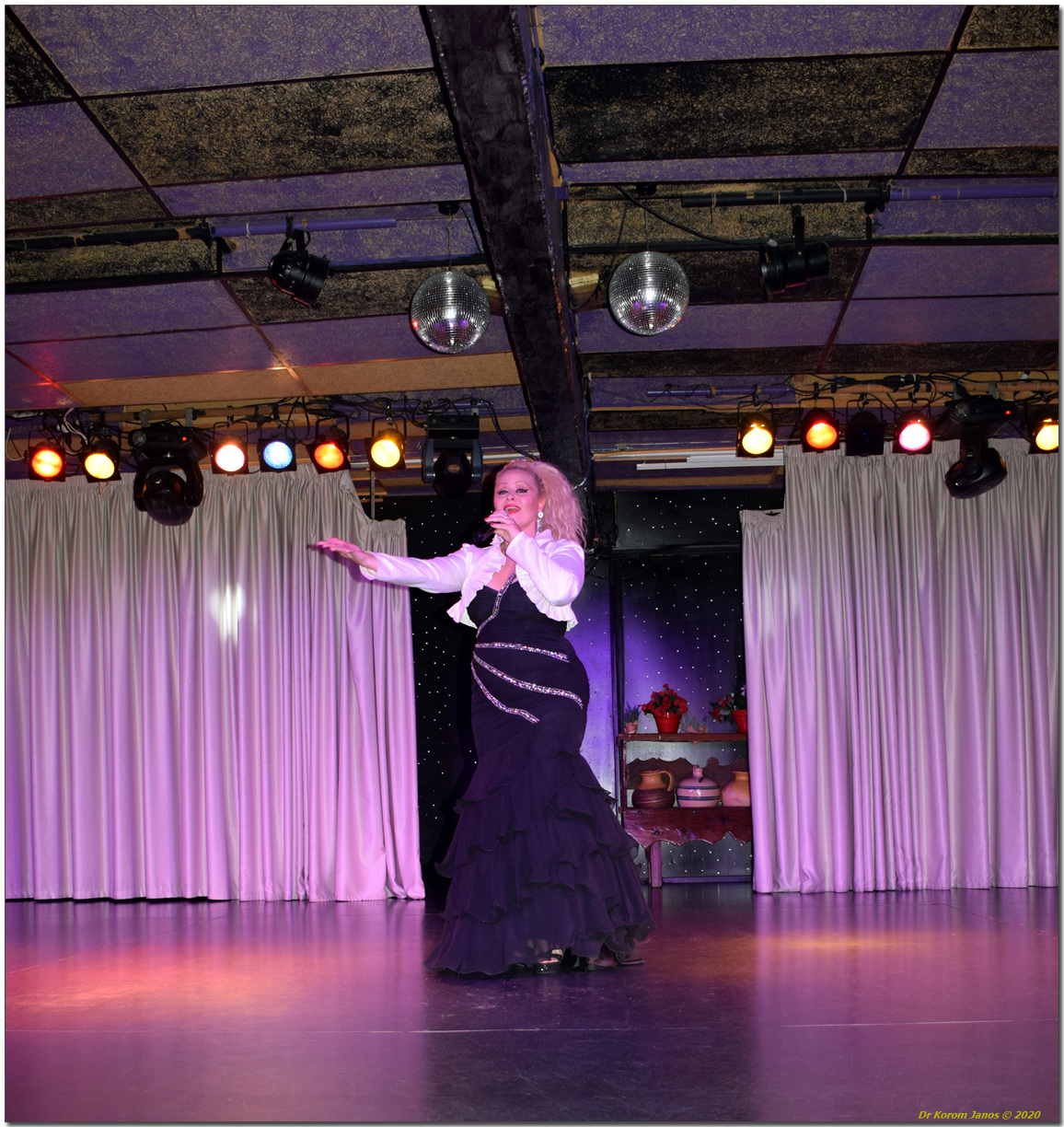
Un spectacle de flamenco

Le cante jondo, signifiant littéralement « chant profond » en espagnol andalou, est un type de chant flamenco, qui désigne les chants les plus anciens et les plus primitifs du répertoire flamenco. L'origine serait antérieure au mouvement flamenco proprement-dit.  L'adjectif jondo fait référence à la provenance du chant : les fonds de la gorge, le fond de l'être... La prononciation gutturale annonce le caractère brut du chant. Les textes sont le plus souvent très dramatiques sans être macabres. L'interprétation très expressive sans être sèche. Il y a également différentes formes de chants dans le « Cante Flamenco» : Jondo, Intermedio, Chico et Pronto. Ce dernier moins connu est très vif dans l'exécution.

## Historique
Le cante jondo est d'abord représenté par les chants les plus anciens de la famille des tonas, qui sont des chants non accompagnés d'instruments. Ce sont les romances, les martinetes, les carceleras. Ensuite les chants accompagnés par la guitare les soleás, les seguiriyas, les tientos, tous les chants libres de la famille du fandango, et dans une moindre mesure la soleá por bulería, et certaines bulerías, lorsqu'elles sont interprétées de façon dramatique. Les thèmes de la mort et de la souffrance dominent largement le répertoire. 

## Divergences d'opinions
Manuel de Falla, lorsqu'il exprime son point de vue sur la sémantique du chant, prend l'exemple de la caricature bien connue du chanteur de flamenco se tapant sur le doigt et criant de douleur d'une façon interminable : « N'en déplaise aux railleurs, un Cante Jondo pourrait très bien être produit à la suite de ce genre de situation. La douleur intérieure qu'exprime un bon chanteur se matérialise de telle sorte qu'au final il serait théoriquement impossible d'en distinguer la nature de la cause. » En d'autres termes, une douleur amoureuse criée à travers le chant, si elle est bien exécutée, ne se distinguerait pas de l'expression d'une douleur physique. C'est tout l'art d'un bon chanteur de Cante Jondo. Les contradicteurs de Manuel de Falla rétorquèrent que d'après son hypothèse, il suffirait à n'importe qui de se taper sur les doigts avec un marteau pour en faire un chanteur de Cante Jondo, ce qui serait ridicule. Dans une interview à la presse, Manuel de Falla argue que c'est une déformation de ses propos et que de plus un bon chanteur n'a justement pas besoin de se faire violence pour chanter. Depuis, plusieurs chanteurs de premier plan dont Enrique Morente ont pris la défense du maître en saluant l'audace de l'interprétation et son courage profondément Cante jondo.